# Snitz Edwards

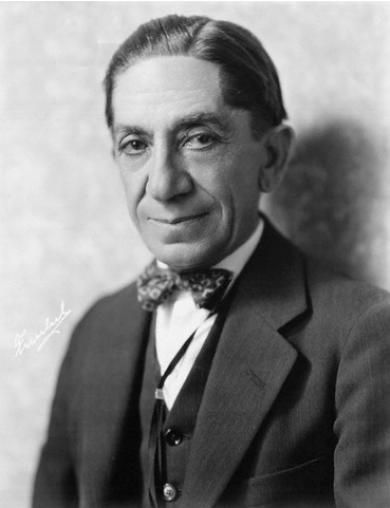
Snitz Edwards (1920er-Jahre)

Snitz Edwards (* 1. Januar 1862 oder 1. Januar 1868 in Budapest; † 1. Mai 1937 in Los Angeles, Kalifornien); eigentlich Edward Neumann, war ein US-amerikanischer Film- und Theaterschauspieler ungarischer Herkunft.

## Leben
Snitz Edwards wurde in eine jüdische Familie in Ungarn geboren. Er emigrierte in die Vereinigten Staaten und wurde ab 1900 Theaterschauspieler am Broadway. Seine erste Rolle hatte er 1900 in der musikalischen Komödie Little Red Riding Hood. Er spielte unter der Regie von Arthur Hammerstein und Charles Frohman an verschiedenen Broadwaybühnen. In Vaudeville-Shows trat er häufig in einer Nummer auf, in der er den deutschen Dialekt imitierte. Nach einer Theaterkarriere von rund 30 Jahren wechselte Edwards 1915 ins Filmgeschäft ein, wo er schnell zu einem der markantesten Nebendarsteller von Hollywoods Stummfilmära aufstieg.
Durch sein markantes, fast „affenartiges“ Gesicht wurde Edwards meist in leicht komischen Nebenrollen besetzt. Am Höhepunkt seiner Karriere in den frühen 1920er Jahren stand er gemeinsam mit Barbara La Marr, Douglas Fairbanks, Wallace Reid, Lionel Barrymore, Ramón Novarro, Marion Davies und anderen vor der Kamera. Sein heute noch bekanntester Film ist vermutlich gemeinsam mit Lon Chaney sen. und Mary Philbin in dem Kassenerfolg Das Phantom der Oper. Ebenso trat er in Hauptrollen in drei Filmen Buster Keatons auf, etwa als sein treuer Diener in Der Killer von Alabama (1926). Mit Beginn der Tonfilmzeit im Jahre 1927 zog sich Edwards zunehmend aus dem Schauspielgeschäft zurück, nicht hauptsächlich wegen seines ungarischen Akzentes, sondern wegen anhaltender gesundheitlicher Probleme. Seine letzte kleine Rolle hatte er 1931 in  William A. Wellmans Gangsterdrama Der öffentliche Feind.
Seine letzten Lebensjahre verbrachte Edwards bettlägerig, ehe er 1937 an den Folgen von Arthritis verstarb. Aus seiner zweiten Ehe mit Eleanor Taylor von 1906 bis zu seinem Tod hatte er drei Kinder, seine erste Ehe war zuvor geschieden worden.

## Filmografie
- 1915: The Fixer
- 1920: Das Zeichen des Zorro (The Mark of Zorro)
- 1921: No Woman Knows
- 1922: Der Gefangene von Zenda (The Prisoner of Zenda)
- 1923: Rosita
- 1923: Der Markt der Seelen (Souls for Sale)
- 1923: Scaramouche
- 1924: Der Dieb von Bagdad (The Thief of Bagdad)
- 1925: Sieben Chancen (Seven Chances)
- 1925: Das Phantom der Oper (The Phantom Of The Opera)
- 1925: Der Wanderer (The Wanderer)
- 1925: A Lover’s Oath
- 1926: Der Killer von Alabama (Battling Butler)
- 1926: Hochzeitsglocken im Feuerregen (Volcano!)
- 1926: The Cruise of the Jasper B
- 1927: The Red Mill
- 1927: Der Musterschüler (College)
- 1929: Die mysteriöse Insel (The Mysterious Island)
- 1931: The Right of Way
- 1931: Alle Griffe erlaubt (Sit Tight)
- 1931: Der öffentliche Feind (Public Enemy)